# Gerard Horan
Gerard Horan (* 11. November 1962 in Stockport, Cheshire) ist ein britischer Schauspieler.

## Leben
1983 schloss Gerard Horan sein Studium an der Royal Academy of Dramatic Art (RADA) in London ab. Er war im selben Kurs wie Kenneth Branagh, der ihn ein Jahr zuvor abschloss. Daraufhin spielte er in Blockbustern wie Bank Job neben Jason Statham oder Mary Shelley’s Frankenstein neben Robert De Niro, Kenneth Branagh, Helena Bonham Carter und Tom Hulce.

## Filmografie (Auswahl)
- 1985: Mein wunderbarer Waschsalon (My Beautiful Laundrette)
- 1985, 1998, 2006: The Bill (Fernsehserie, verschiedene Rollen)
- 1990: Agatha Christie’s Poirot – Doppelte Sünde (Double Sin)
- 1991–2010: Casualty (Fernsehserie, 4 Folgen)
- 1993: Viel Lärm um nichts (Much Ado About Nothing)
- 1994: Mary Shelley’s Frankenstein (Frankenstein)
- 1994: Ludwig van B. – Meine unsterbliche Geliebte (Immortal Beloved)
- 1995: Ein Winternachtstraum (In the Bleak Midwinter)
- 2002: Dr. Jekyll and Mr. Hyde (Miniserie)
- 2005: Eine Hochzeit zu dritt (Imagine Me & You)
- 2005: Oliver Twist
- 2005: Agatha Christie’s Marple (Fernsehserie, 1 Folge)
- 2007: Doctor Who (Fernsehserie)
- 2008: Lark Rise to Candleford (Fernsehserie, 6 Folgen)
- 2010: Lewis – Der Oxford Krimi (Lewis, Fernsehserie, Episode Auf falscher Fährte)
- 2011: My Week with Marilyn
- 2011: Silk – Roben aus Seide (Silk, Fernsehserie, 1 Folge)
- 2012: Gambit – Der Masterplan (Gambit)
- 2013: New Tricks – Die Krimispezialisten (New Tricks, Fernsehserie, 1 Folge)
- 2014–2017: Detectorists (Fernsehserie, 18 Episoden)
- 2017: Die Schöne und das Biest (Beauty and the Beast)
- 2017: Mord im Orient Express (Murder on the Orient Express)
- 2021: Belfast